# مالك ياد (باتشة لك الشرقي)
مالك ياد (بالفارسية: ملک‌آباد) هي قرية تقع في إيران في قسم باتشة لك الشرقي الریفي. يقدر عدد سكانها بـ 196 نسمة بحسب إحصاء 2016.